# Frank Duryea
James Frank Duryea (Washburn (Illinois), 8 de outubro de 1869 — Saybrook, 15 de fevereiro de 1967) foi um inventor estadunidense.
Junto com seu irmão Charles Duryea, inventou e construiu o primeiro automóvel dos Estados Unidos com motor a gasolina, em Springfield (Massachusetts), em 1892-1893. Eles testaram o veículo em 20 de setembro de 1893, onde é atualmente Chicopee, porém seu feito não foi reconhecido até 10 de novembro de 1893, quando Frank dirigiu o automóvel novamente - nesta ocasião partindo de Springfield, na Taylor Street em Metro Center, passando por sua garagem na Taylor Street 47. 
A primeira corrida de automóveis na América, num percurso de 54,36 milhas, teve lugar em Chicago, a 28 de Novembro de 1895. Frank Duryea venceu, em 10 horas e 23 minutos, sobrepondo-se a três carros movidos a gasolina e a dois elétricos. Foi o fundador, ao lado do irmão, da Duryea Motor Wagon Company, a primeira montadora de carros a gasolina.
Em 1996 foi incluído no Automotive Hall of Fame.